# Benedicto (football)
Pour les articles homonymes, voir Menezes et Benedicto.
Benedicto de Moraes Menezes, appelé aussi tout simplement Benedicto ou encore Benedicto Zacconi (né le 10 février 1910 à Rio de Janeiro et mort à une date inconnue), était un joueur de football brésilien.

## Biographie
Il commence sa carrière au Brasil de Pelotas. Il passe en 1927 à Botafogo avec qui il remporte le championnat carioca en 1930 et 1932.
Il participe avec l'équipe du Brésil à la coupe du monde 1930 en Uruguay. Après une parenthèse à Fluminense, il débarque en Italie en tant qu'oriundo (sud-américain d'origine italienne, à qui l'on a donné la nationalité italienne) au Torino (7 buts en 57 matchs), avant d'être transféré à la Lazio où il joue 110 matchs et inscrit 4 buts.